# 戸畑バイパス
戸畑バイパス（とばたバイパス）は、福岡県北九州市小倉北区到津と八幡東区中央町を結ぶ、国道3号のバイパス道路で、北九州市都市計画道路の一つ。

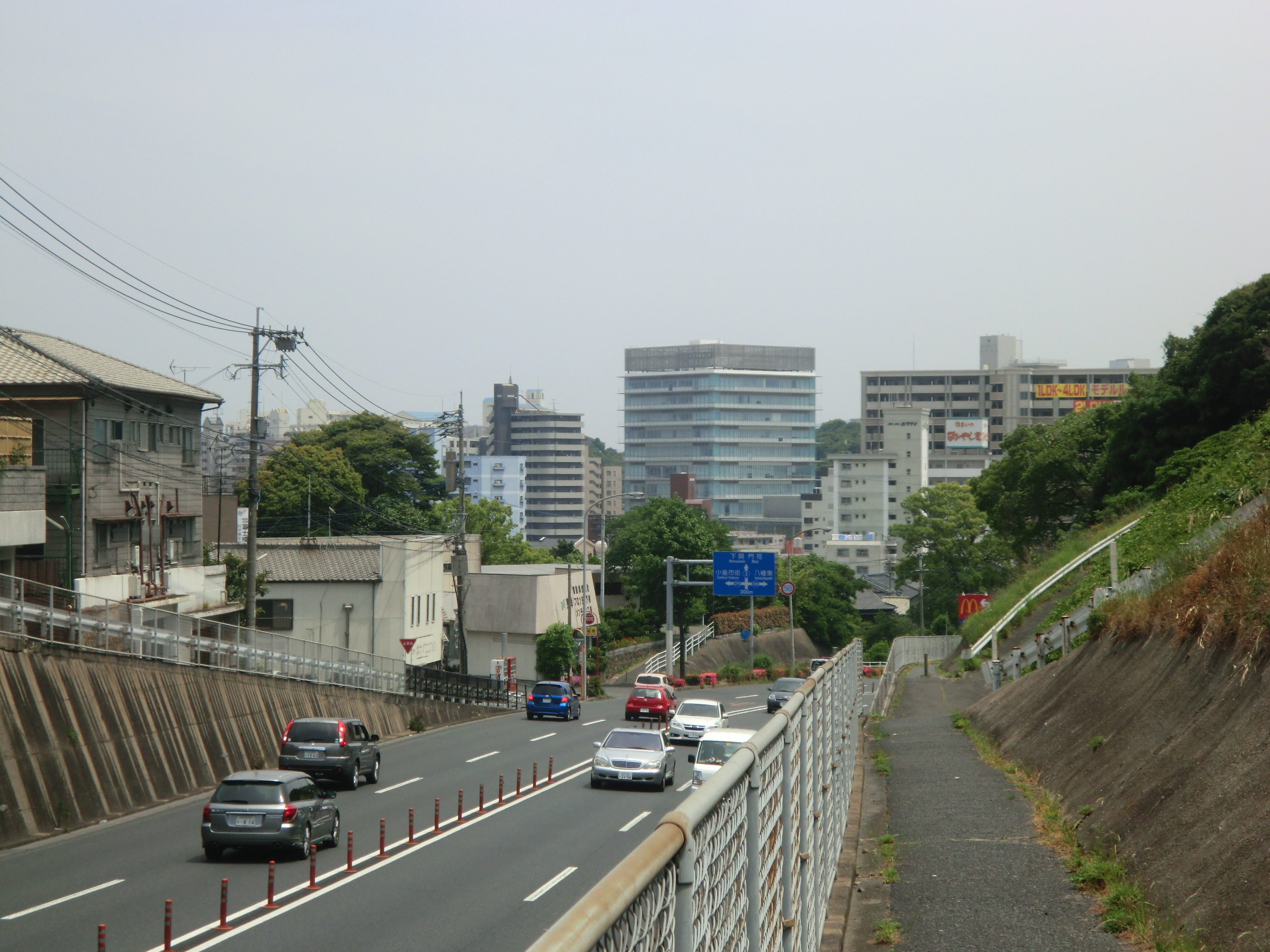
小倉北区都(みやこ)。手前が八幡方面、奥が門司方面

## 概要
- 起点：福岡県北九州市小倉北区上到津
- 終点：福岡県北九州市八幡東区中央（戸畑バイパス西交差点）
- 全長：4.9km
- 車線：4車線

昭和30年代に八幡東区日の出町まで開通、昭和41年6月に全線が開通した。到津の森公園や、金比羅山などの山を迂回するルートになっているため、全体に大きくカーブしている。古い規格のため、ランプ式の立体交差は少なく、信号機も多い。また、平地ではない地域を通っているため、上りまたは下りの勾配が連続している。
現在は本線となっており、旧道は複数の県道に分割された。

## 交差する道路
- 上側が起点側、下側が終点側。左側が上り側、右側が下り側。
- 交差する道路の特記がないものは市道。

| 交差する道路                                     | 交差する道路        | 交差する場所 | 門司から (km) |
| ------------------------------------------------ | ------------------- | ------------ | ------------- |
| 国道3号 下関・門司方面                           | 県道296号大蔵到津線 | 金鶏町       |               |
| 県道270号竪町到津線                              | 県道296号大蔵到津線 | 上到津       |               |
| 都市高速1号線下到津出入口方面 （市道都下到津線） | -                   |              |               |
| 国道3号 福岡・宗像・黒崎方面                     |                     |              |               |

## 交通量
2005年度（平成17年度道路交通センサスより）
平日24時間交通量（台）
- 北九州市戸畑区西鞘ヶ谷町：53,408